# Cour-Cheverny
Pour les articles homonymes, voir Cour et Cheverny.
Pour le vin, voir cour-cheverny (AOC).
Ne doit pas être confondu avec Cheverny.
Cour-Cheverny est une commune française située dans le département de Loir-et-Cher en région Centre-Val de Loire.
Le territoire de la commune s'étend sur l'aire naturelle du Val de Loire ainsi que sur celle de la Sologne.
Les habitants s'appellent les Courchois.

## Géographie

### Description et localisation
La ville est située à une dizaine de kilomètres au sud de Blois et une quinzaine du château de Chambord. Cour-Cheverny est un petit village français, situé dans le département de Loir-et-Cher et la région du Centre Val-de-Loire. La commune s'étend sur 2 980 hectares et compte 2 913 habitants (les Courchois) depuis le dernier recensement de la population. Le bourg regroupe près de la moitié de la population, le reste de la population se trouve dans une multitude de petits écarts disséminés à travers la campagne environnante.

### Topographie, hydrographie et géologie
Situé à 80 mètres d'altitude, Cour-Cheverny est traversée par le Conon et le Beuvron. Au niveau de chaque rivière, une zone longeant les bords du cours d'eau est inondable. La présence d’étangs et de rus est importante.

### Climat
Pour des articles plus généraux, voir Climat du Centre-Val de Loire et Climat de Loir-et-Cher.
En 2010, le climat de la commune est de type climat océanique dégradé des plaines du Centre et du Nord, selon une étude du CNRS s'appuyant sur une série de données couvrant la période 1971-2000. En 2020, Météo-France publie une typologie des climats de la France métropolitaine dans laquelle la commune est exposée à un climat océanique altéré et est dans la région climatique  Moyenne vallée de la Loire, caractérisée par une bonne insolation (1 850 h/an) et un été peu pluvieux. 
Pour la période 1971-2000, la température annuelle moyenne est de 11,2 °C, avec une amplitude thermique annuelle de 15,2 °C. Le cumul annuel moyen de précipitations est de 662 mm, avec 10,5 jours de précipitations en janvier et 7 jours en juillet. Pour la période 1991-2020, la température moyenne annuelle observée sur la station météorologique de Météo-France la plus proche, sur la commune de Cheverny à 1 km à vol d'oiseau, est de 11,8 °C et le cumul annuel moyen de précipitations est de 675,8 mm,. Pour l'avenir, les paramètres climatiques de la commune estimés pour 2050 selon différents scénarios d'émission de gaz à effet de serre sont consultables sur un site dédié publié par Météo-France en novembre 2022.
| Mois                                  | jan.           | fév.           | mars          | avril         | mai           | juin          | jui.          | août         | sep.          | oct.          | nov.          | déc.           | année     |
| ------------------------------------- | -------------- | -------------- | ------------- | ------------- | ------------- | ------------- | ------------- | ------------ | ------------- | ------------- | ------------- | -------------- | --------- |
| Température minimale moyenne (°C)     | 1,6            | 1,1            | 3             | 4,8           | 8,5           | 11,8          | 13,4          | 12,8         | 9,6           | 7,6           | 4,1           | 2              | 6,7       |
| Température moyenne (°C)              | 4,8            | 5,2            | 8,2           | 10,7          | 14,4          | 17,8          | 19,8          | 19,5         | 15,9          | 12,4          | 7,9           | 5,2            | 11,8      |
| Température maximale moyenne (°C)     | 8              | 9,2            | 13,4          | 16,6          | 20,2          | 23,8          | 26,2          | 26,2         | 22,2          | 17,3          | 11,6          | 8,4            | 16,9      |
| Record de froid (°C) date du record   | −19 17.01.1987 | −17,5 07.02.12 | −12 01.03.05  | −6 09.04.1977 | −2 05.05.1979 | 2 01.06.06    | 4,5 22.07.08  | 2,5 26.08.18 | −1 21.09.12   | −4 31.10.12   | −11 30.11.10  | −16 31.12.1985 | −19 1987  |
| Record de chaleur (°C) date du record | 18 13.01.1998  | 23 27.02.19    | 26 24.03.1996 | 29,5 21.04.18 | 33 28.05.17   | 39,4 18.06.22 | 41,1 25.07.19 | 40 10.08.03  | 35,7 09.09.23 | 31,5 02.10.23 | 23,5 08.11.15 | 19 16.12.1989  | 41,1 2019 |
| Précipitations (mm)                   | 58,1           | 49,3           | 47,6          | 49,5          | 63,3          | 51,5          | 52,6          | 45,8         | 49,7          | 69,7          | 67,9          | 70,8           | 675,8     |

## Urbanisme

### Typologie
Au 1er janvier 2024, Cour-Cheverny est catégorisée bourg rural, selon la nouvelle grille communale de densité à sept niveaux définie par l'Insee en 2022.
Elle appartient à l'unité urbaine de Cour-Cheverny, une unité urbaine monocommunale constituant une ville isolée,. Par ailleurs la commune fait partie de l'aire d'attraction de Blois, dont elle est une commune de la couronne,. Cette aire, qui regroupe 78 communes, est catégorisée dans les aires de 50 000 à moins de 200 000 habitants,.

## Toponymie
L'origine du nom de Cour-Cheverny (ou Cour Cheverny) se trouve dans le latin vulgaire (populaire) curtis, signifiant ferme. Le village aurait ainsi été une importante propriété terrienne rattachée à Cheverny. Le village a aussi été appelé Cour-en-Sologne jusqu'au XIXe siècle.

## Histoire

### Antiquité
Les sites archéologiques révèlent des traces gallo-romaines : « Le Vivier », établissement rural gallo-romain (des monnaies ont été signalées), deux fossés au site de l'Ardoise. Trois fosses du début de la période Hallstatt ont également été révélées au clos de Talcy.

### Origines
L'église est mentionnée en 1145 sous la dépendance de l'abbaye de Bourgmoyen. Elle relevait jadis du diocèse de Chartres. C'est une curtis, ferme, voisine du petit centre urbain de Cheverny, important dès le VIe siècle.

### Renaissance
À partir de la Renaissance, la région blésoise connait un développement important de châteaux et gentilhommières dans les campagnes proches de Blois. Plusieurs châteaux occupent ainsi le territoire communal.

### Depuis la Révolution
A la fin de la Première Guerre mondiale, une unité du Service des transmissions de l’Armée des États-Unis, le « Signal Corps », s'installe sur le territoire de la commune et sur celui du village voisin de Cheverny. Ils publient un journal interne en langue anglaise, intitulé Toot-sweet.
Entre le 29 janvier 1939 et le 8 février, plus de 3 100 réfugiés espagnols fuyant l'effondrement de la république espagnole devant Franco, arrivent en Loir-et-Cher. Devant l'insuffisance des structures d'accueil (les haras de Selles-sur-Cher sont notamment utilisés), 47 villages sont mis à contribution, dont Cour-Cheverny. Les réfugiés, essentiellement des femmes et des enfants, sont soumis à une quarantaine stricte, vaccinés, le courrier est limité, le ravitaillement, s'il est peu varié et cuisiné à la française, est cependant assuré. Au printemps et à l'été, les réfugiés sont regroupés à Bois-Brûlé (commune de Boisseau).
Le château de Cheverny, situé dans la commune voisin de Cheverny, devient un lieu de tourisme prisé au cours du XXe siècle, contribuant au développement touristique de Cour-Cheverny. Le bourg s’étoffe en services et commerces, et s’agrandit fin XXe siècle et début du XXIe siècle avec des zones résidentielles et d'activité.

## Politique et administration

### Liste des maires
| Période                                  | Période   | Identité              | Étiquette                            | Qualité  |
| ---------------------------------------- | --------- | --------------------- | ------------------------------------ | -------- |
| Les données manquantes sont à compléter. |           |                       |                                      |          |
|                                          | 1940      | Henri Duru            |                                      |          |
| 1940                                     | 1943      | Louis Sauvage         |                                      |          |
| 1943                                     | 1945      | Georges Bégé          |                                      |          |
| 1944                                     | 1945      | Jean Huillet          |                                      |          |
| 1945                                     |           | René Chéry            |                                      |          |
| 1959                                     | 1970      | Edouard Brunet        |                                      |          |
| 1970                                     | mars 1989 | Jean Grateau          |                                      | Médecin  |
| mars 1989                                | mars 2008 | Bernard Billot        | DVD                                  |          |
| mars 2008                                | mars 2014 | Yves Antier           |                                      |          |
| mars 2014                                | En cours  | François Croissandeau | ensemble, Cour-Cheverny va plus loin | Retraité |

### Politique environnementale
Dans son palmarès 2016, le Conseil National des Villes et Villages Fleuris de France a attribué deux fleurs à la commune au Concours des villes et villages fleuris.

## Population et société

### Démographie

#### Évolution démographique
L'évolution du nombre d'habitants est connue à travers les recensements de la population effectués dans la commune depuis 1793. Pour les communes de moins de 10 000 habitants, une enquête de recensement portant sur toute la population est réalisée tous les cinq ans, les populations de référence des années intermédiaires étant quant à elles estimées par interpolation ou extrapolation. Pour la commune, le premier recensement exhaustif entrant dans le cadre du nouveau dispositif a été réalisé en 2005.

En 2022, la commune comptait 2 830 habitants, en évolution de +0,04 % par rapport à 2016 (Loir-et-Cher : −1,15 %, France hors Mayotte : +2,11 %).
| 1793  | 1800  | 1806  | 1821  | 1831  | 1836  | 1841  | 1846  | 1851  |
| ----- | ----- | ----- | ----- | ----- | ----- | ----- | ----- | ----- |
| 1 424 | 1 780 | 1 780 | 1 739 | 1 734 | 1 734 | 1 897 | 2 194 | 2 250 |

| 1856  | 1861  | 1866  | 1872  | 1876  | 1881  | 1886  | 1891  | 1896  |
| ----- | ----- | ----- | ----- | ----- | ----- | ----- | ----- | ----- |
| 2 260 | 2 328 | 2 432 | 2 321 | 2 282 | 2 369 | 2 379 | 2 338 | 2 218 |

| 1901  | 1906  | 1911  | 1921  | 1926  | 1931  | 1936  | 1946  | 1954  |
| ----- | ----- | ----- | ----- | ----- | ----- | ----- | ----- | ----- |
| 2 222 | 2 233 | 2 241 | 2 026 | 1 860 | 1 645 | 1 768 | 1 803 | 1 736 |

| 1962  | 1968  | 1975  | 1982  | 1990  | 1999  | 2005  | 2006  | 2010  |
| ----- | ----- | ----- | ----- | ----- | ----- | ----- | ----- | ----- |
| 1 713 | 1 724 | 1 863 | 2 130 | 2 347 | 2 555 | 2 606 | 2 591 | 2 731 |

| 2015  | 2020  | 2022  | - | - | - | - | - | - |
| ----- | ----- | ----- | - | - | - | - | - | - |
| 2 822 | 2 781 | 2 830 | - | - | - | - | - | - |

#### Pyramide des âges
La population de la commune est relativement âgée.
En 2018, le taux de personnes d'un âge inférieur à 30 ans s'élève à 26,6 %, soit en dessous de la moyenne départementale (31,3 %). À l'inverse, le taux de personnes d'âge supérieur à 60 ans est de 36,1 % la même année, alors qu'il est de 31,6 % au niveau départemental.
En 2018, la commune comptait 1 359 hommes pour 1 465 femmes, soit un taux de 51,88 % de femmes, légèrement supérieur au taux départemental (51,45 %).
Les pyramides des âges de la commune et du département s'établissent comme suit.
| Hommes | Classe d’âge | Femmes |
| ------ | ------------ | ------ |
| 1,6    | 90 ou +      | 3,6    |
| 10,0   | 75-89 ans    | 12,4   |
| 21,7   | 60-74 ans    | 22,6   |
| 23,2   | 45-59 ans    | 21,4   |
| 14,9   | 30-44 ans    | 15,2   |
| 12,9   | 15-29 ans    | 10,8   |
| 15,7   | 0-14 ans     | 14,0   |

| Hommes | Classe d’âge | Femmes |
| ------ | ------------ | ------ |
| 1,1    | 90 ou +      | 2,6    |
| 9,2    | 75-89 ans    | 11,9   |
| 19,7   | 60-74 ans    | 20,4   |
| 20,7   | 45-59 ans    | 20     |
| 16,5   | 30-44 ans    | 16,2   |
| 15,2   | 15-29 ans    | 13,2   |
| 17,6   | 0-14 ans     | 15,7   |

## Économie

### Agriculture
En 2012, 18 exploitations agricoles étaient recensées sur le territoire.
Vin
L'AOC cour cheverny a été reconnue en 1997. Géographiquement, elle couvre la commune de Cour-Cheverny ainsi que 10 autres communes environnantes. Le cépage unique est le romorantin à partir duquel est produit un vin blanc sec.
L'AOC cheverny, reconnue elle aussi en 1997 couvre une zone plus large, englobant notamment la commune de Cour-Cheverny. Sous cette appellation sont produits des vins blancs secs (cépage principal sauvignon, chardonnay) ainsi que des vins rouges et rosés (cépage principal gamay).
Principaux vignerons
- Domaine des Huards (Jocelyne et Michel Gendrier): 34 hectares de vignes conduites en culture biodynamique.
- Le Domaine de la Plante d'Or (Philippe Loquineau) : 15 hectares de vignes, cuvée La Salamandre.
- Domaine de la Champinière (Alain Chery): 14 hectares de vignes.
- Domaine Dronne (Catherine et Renaud Dronne): 13,5 hectares de vignes.
- Domaine de la Désoucherie (Christian et Fabien Tessier): 25 hectares de vignes.
- Clos de l'Aumonière (Gérard Givierge).
- La Charmoise (Jacky et Laurent Pasquier).
- La Closerie de Bournigal (Étienne Morin) : 3 hectares de vignes.

Caves
- Clos de l'atelier.
- L'épicourchois : Luc Percher.

### Services
La ferme de la Gaudinière est un gîte qui comporte des chambres d'hôtes. Elle est située au lieu-dit la Gaudinière, qui tient son nom de la Gaude, la plante jadis utilisée pour son pouvoir colorant "jaune".
Il y a également trois hôtels.
La maison de retraite La Favorite est la structure employant le plus de personnes sur la commune.

## Vie locale
- Marché hebdomadaire : vendredi matin.
- Fêtes :
  - patronale : lundi de Pentecôte ;
  - communale : Pâques, dimanche après le 15 août.

### Écoles
- École maternelle et primaire Paul Renouard (publique);
- École maternelle et primaire Saint Louis (privée).

### Manifestations
Outre les fêtes nationales, Cour-Cheverny tient annuellement des fêtes locales, parmi lesquelles : 
- la Saint-Vincent, fête des vignerons, le 22 janvier ;
- la fête du Pain, la première fin de semaine de juillet ;
- la foire à la brocante, la première fin de semaine d'août ;
- la Sainte-Cécile, fête des musiciens, le 22 novembre ;
- le Festival francophone du théâtre amateur : Côté cour Côté Loire (5e édition en 2012)[29].

### Clubs de loisirs
- Aéromodélisme
- Musique (la lyre de Cour-Cheverny, Cheverny)
- Tir au pistolet et carabine
- Randonnées pédestres
- Pétanque

### Sports
Le cyclisme et le VTT se pratiquent dans l’association « Entre bruyères et roseaux ».
- Gymnastique volontaire
- Football
- Tennis
- Tennis de table
- Basket
- Badminton

L’Étoile sportive de Cheverny et Cour-Cheverny (ESCCC) créé en aout 1922 est un club omnisports qui regroupe 13 sections ( BABY-GYM / BADMINTON / BASKET / DANSE / FOOTBALL / GYM VOLONTAIRE / JUDO / PETANQUE / RANDONNEE PEDESTRE / TENNIS DE TABLE / TIR / V.B.R / YOGA).
Le gymnase construit dans la décennie passée[Laquelle ?] sert aux activités intérieures.

## Lieux et monuments

### Voies
| 139 odonymes recensés à Cour-Cheverny au 19 février 2014    | 139 odonymes recensés à Cour-Cheverny au 19 février 2014 | 139 odonymes recensés à Cour-Cheverny au 19 février 2014 | 139 odonymes recensés à Cour-Cheverny au 19 février 2014 | 139 odonymes recensés à Cour-Cheverny au 19 février 2014 | 139 odonymes recensés à Cour-Cheverny au 19 février 2014 | 139 odonymes recensés à Cour-Cheverny au 19 février 2014 | 139 odonymes recensés à Cour-Cheverny au 19 février 2014 | 139 odonymes recensés à Cour-Cheverny au 19 février 2014 | 139 odonymes recensés à Cour-Cheverny au 19 février 2014 | 139 odonymes recensés à Cour-Cheverny au 19 février 2014 | 139 odonymes recensés à Cour-Cheverny au 19 février 2014 | 139 odonymes recensés à Cour-Cheverny au 19 février 2014 | 139 odonymes recensés à Cour-Cheverny au 19 février 2014 | 139 odonymes recensés à Cour-Cheverny au 19 février 2014 | 139 odonymes recensés à Cour-Cheverny au 19 février 2014 |
| Allée                                                       | Avenue                                                   | Bld                                                      | Chemin                                                   | Clos                                                     | Impasse                                                  | Montée                                                   | Passage                                                  | Place                                                    | Pont                                                     | Route                                                    | Rue                                                      | Ruelle                                                   | Voie                                                     | Autres                                                   | Total                                                    |
| ----------------------------------------------------------- | -------------------------------------------------------- | -------------------------------------------------------- | -------------------------------------------------------- | -------------------------------------------------------- | -------------------------------------------------------- | -------------------------------------------------------- | -------------------------------------------------------- | -------------------------------------------------------- | -------------------------------------------------------- | -------------------------------------------------------- | -------------------------------------------------------- | -------------------------------------------------------- | -------------------------------------------------------- | -------------------------------------------------------- | -------------------------------------------------------- |
| 2                                                           | 7                                                        | 2                                                        | 29                                                       | 3                                                        | 6                                                        | 0                                                        | 0                                                        | 2                                                        | 0                                                        | 6                                                        | 33                                                       | 2                                                        | 23                                                       | 24                                                       | 139                                                      |
| Notes « N »                                                 | Notes « N »                                              | 1. 2. 3. 4. 5. 6. 7. 8.                                  | 1. 2. 3. 4. 5. 6. 7. 8.                                  | 1. 2. 3. 4. 5. 6. 7. 8.                                  | 1. 2. 3. 4. 5. 6. 7. 8.                                  | 1. 2. 3. 4. 5. 6. 7. 8.                                  | 1. 2. 3. 4. 5. 6. 7. 8.                                  | 1. 2. 3. 4. 5. 6. 7. 8.                                  | 1. 2. 3. 4. 5. 6. 7. 8.                                  | 1. 2. 3. 4. 5. 6. 7. 8.                                  | 1. 2. 3. 4. 5. 6. 7. 8.                                  | 1. 2. 3. 4. 5. 6. 7. 8.                                  | 1. 2. 3. 4. 5. 6. 7. 8.                                  | 1. 2. 3. 4. 5. 6. 7. 8.                                  | 1. 2. 3. 4. 5. 6. 7. 8.                                  |
| Sources : rue-ville.info & perche-gouet.net & OpenStreetMap |                                                          |                                                          |                                                          |                                                          |                                                          |                                                          |                                                          |                                                          |                                                          |                                                          |                                                          |                                                          |                                                          |                                                          |                                                          |

### Édifices et sites
- La Loire passant à environ 8 km de la limite du territoire communal, et environ 12 km du cœur de bourg, le patrimoine bâti communal s'inscrit dans le vaste patrimoine des châteaux de la Loire.

#### Édifices
- La commune compte six châteaux : le château de Sérigny, le château la Sistière, le château Beaumont, le château Chantreuil, le château les Murblins et le château la Taurie.
- Le manoir du Vivier est inscrit monument historique : façades et toitures de la tour carrée et des deux tourelles (inscription par arrêté du 11 octobre 1971).
- La Borde est une clinique psychiatrique réputée pratiquant la psychothérapie institutionnelle fondée par Jean Oury.

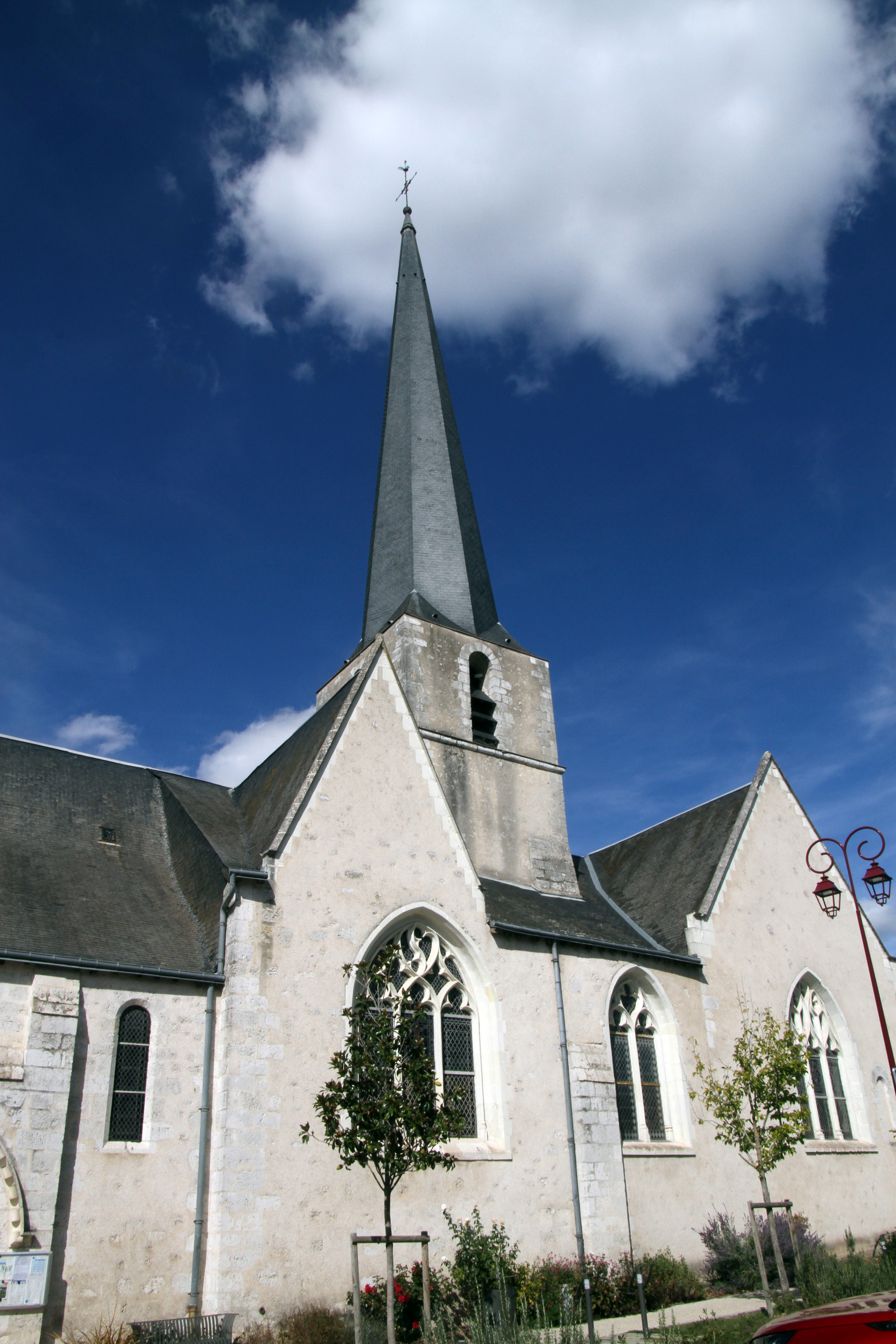
L'église Saint-Aignan XIIe siècle, remaniée aux XVIe et XVIIe siècles est composée d'une nef de trois travées, deux bas-côtés, d'une abside semi-circulaire, d'arcades en tiers-point, de voûtes d'ogives avec clef 1609, d'un portail occidental XIIe siècle, d'une haute flèche de charpente sur le clocher central.
- Chapelle de Sérigny.
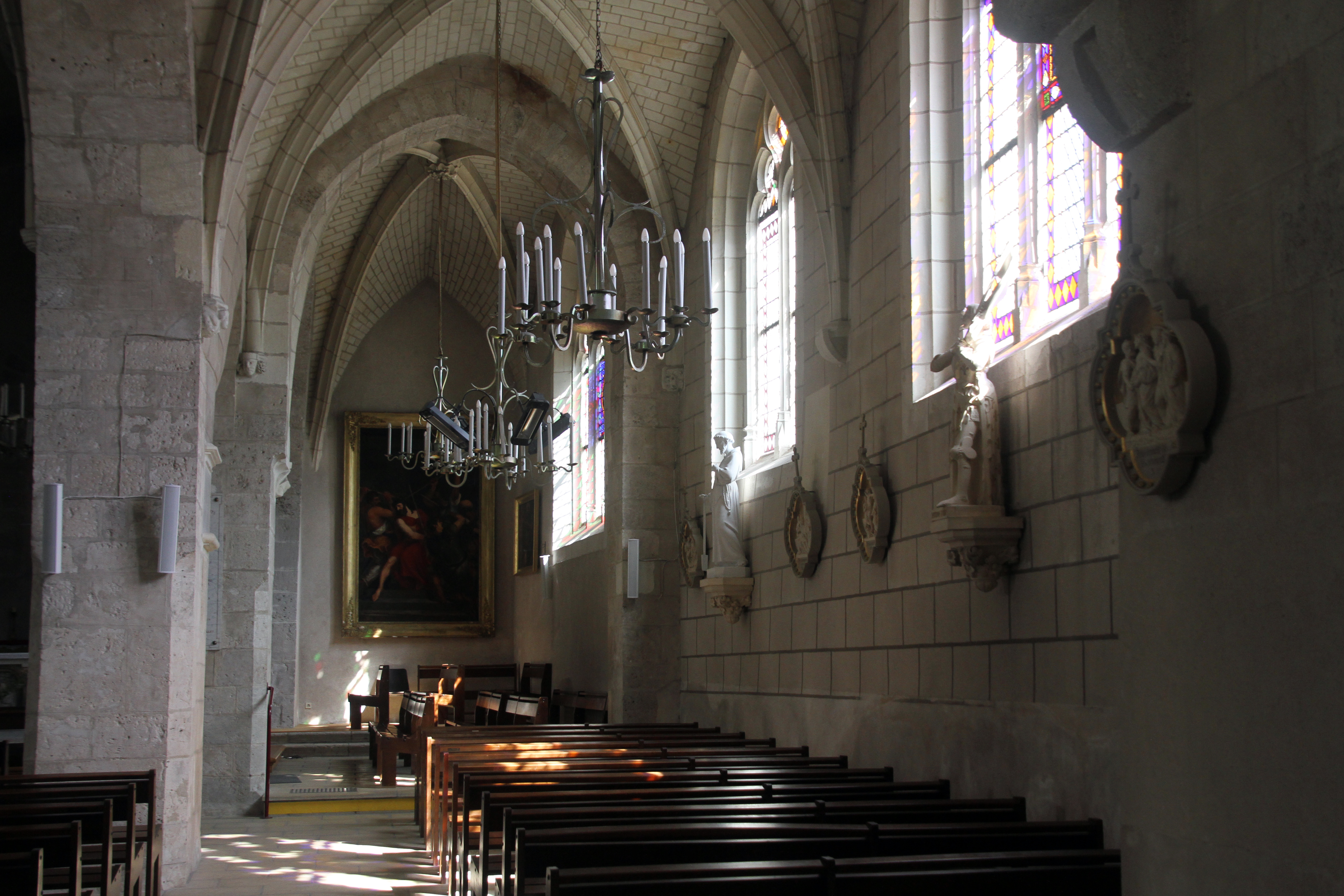
Oratoire de la Boide.   - flèche du clocher de l'église Saint-Aignan
  - intérieur de l'église Saint-Aignan

#### Sites culturels et petit patrimoine
- La Direction Régionale des Affaires Culturelles (DRAC) du Centre a recensé 28 sites archéologiques connus ou présumés en mai 2009 sur Cour-Cheverny[14].
- Le monument aux morts, inauguré en 1924 est très connu. Il a cependant été endommagé en 2010.

#### Patrimoine naturel et biodiversité
- La vallée du Conon traverse la commune du sud-est au nord-ouest, passant par le bourg dans sa partie sud.
- Le Beuvron est un affluent de la Loire, long d'environ 115 km qui se jette dans la Loire à Candé-sur-Beuvron. Il constitue la limite nord de la commune.
- Les boisements communaux sont constitués en majorité de feuillus, mais des boisements de conifères sont également présents.

Deux espèces protégées, pour l'une au niveau national, et pour l'autre au niveau régional, ont été inventoriées sur la commune entre 2005 et 2015 : 
- La Nivéole d'été (Leucojum aestivum), faisant partie de la liste des espèces végétales protégées sur l'ensemble du territoire (Arrêté du 20 janvier 1982 modifié), a été trouvée à la limite Est de la commune au lieu-dit Le Gué La Guette, le long du Conon, sur une prairie humide, en 2005.
- La Laîche appauvrie (Carex depauperata), faisant partie de la liste des espèces végétales protégées au niveau régional (Arrêté du 12 mai 1993) a été vue sur la commune au lieu-dit Bois du Vivier, le long du Beuvron en 2000[2].
- La commune dispose d'un certain nombre d'arbres d'alignement (platanes…) et de quelques arbres remarquables (platane…), ainsi que de nombreux sujets isolés chez les particuliers (conifères, tilleuls, etc.).

##### Sologne et site Natura 2000
Le réseau Natura 2000 est un réseau écologique européen de sites naturels d’intérêt écologique élaboré à partir des Directives «Habitats » et «Oiseaux ». Ce réseau est constitué de Zones Spéciales de Conservation (ZSC) et de Zones de Protection Spéciale (ZPS). Dans les zones de ce réseau, les États Membres s'engagent à maintenir dans un état de conservation favorable les types d'habitats et d'espèces concernés, par le biais de mesures réglementaires, administratives ou contractuelles. L'objectif est de promouvoir une gestion adaptée des habitats tout en tenant compte des exigences économiques, sociales et culturelles, ainsi que des particularités régionales et locales de chaque État Membre. les activités humaines ne sont pas interdites, dès lors que celles-ci ne remettent pas en cause significativement l’état de conservation favorable des habitats et des espèces concernés,.
Le site Natura 2000 présent sur le territoire communal de Cour-Cheverny est le site de la Sologne, qui commence dans la partie est du territoire communal, en couvre environ 20 %, et s'étend bien au-delà, sur 96 communes et 3 départements. Les trois types de milieux naturels de la Sologne sont présents sur la commune : 
- milieux forestiers, composant la grande majorité des milieux protégés en Natura 2000 ;
- milieux humides (étang le Grand Cottereau...) ;
- milieux ouverts notamment prairies (« les Bruyères »…).

##### Forêt de Cheverny
La forêt de Cheverny, d'une surface de 2 502 ha, s'étend sur 4 communes, Cheverny, Cour-Cheverny, Contres et Fontaines-en-Sologne. Une partie est identifiée en noyau de biodiversité de la sous-trame des boisements, et une forêt mixte avec micro-tourbières. Elle est classée en ZNIEFF de type 2 uniquement pour la partie située sur Cheverny[réf. souhaitée].

## Personnalités liées à la commune
- Étienne Pézard de La Tousche (1621-1696?), militaire et colon de la Nouvelle-France (actuel Québec), natif de la commune ;
- Jean-Olivier Bonnin de La Bonninière de Beaumont (1840-1906), Vice-amiral, préfet maritime de Toulon, inhumé dans le caveau familial
- Charles Paul Renouard (1845-1924), peintre français né à Cour-Cheverny, au-dessus de l'actuelle poste, une plaque commémorative y est apposée ;
- Pascal Forthuny (1872-1962), homme de lettres, artiste et médium, séjourna à de nombreuses reprises dans la commune, où habitaient ses grands-parents et où naquit son père[réf. souhaitée] ;
- Gaston Couté (1880-1911), chansonnier beauceron, a écrit une chanson intitulée "Cour-Cheverny"[réf. souhaitée];
- Corpus Barga (es) (1887-1975), écrivain espagnol qui vécut à Cour-Cheverny pendant l'Occupation ;
- Pierre Gabelle (1908-1982), personnalité politique française, est né dans la commune[32] ;
- André Storelli (1911-2007), amiral né dans la commune ;
- Jean Oury (1924 - 2014), psychiatre français ayant fondé la clinique de La Borde et qui est inhumé dans le cimetière municipal ;
- Félix Guatarri (1930 - 1992), philosophe et psychanalyste, a longtemps travaillé à la clinique de La Borde où il est décédé ;
- Jean-François Deniau (1928-2007), personnalité politique et écrivain français, résident occasionnel ;
- Jean-Baptiste Thierrée (1938 - ) et Victoria Chaplin (1951 - ) se sont mariés sur le territoire de la commune en 1971[réf. souhaitée] ;
- Alain Souchon (1944 - ), chanteur français, résident occasionnel ;
- François Charon, alias Frah (1971 - ), chanteur et leader du groupe Shaka Ponk, a grandi à Cour-Cheverny[33] ;
- Raphaël Beaugillet (1989- ), coureur cycliste handisport médaillé aux jeux paralympiques de Tokyo 2021.